# طبقة النقل

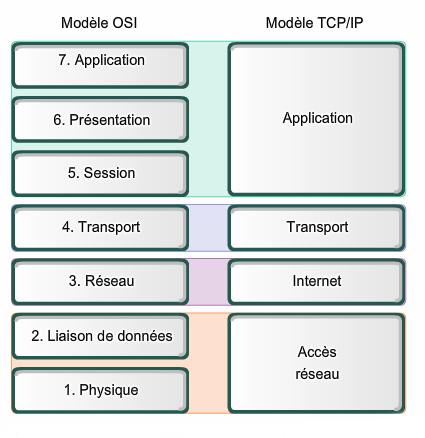

طبقة النقل (بالإنجليزية: Transport Layer)‏ أو الطبقة الرابعة (بالإنجليزية: 4 Layer)‏ هي طبقة مُجردة تحمل الرقم (4) في نموذج الاتصال معياري (OSI)، تقع فوق طبقة الشبكة وتحت طبقة الجلسة، وتهتم بوظائف تأسيس الاتصال والتحكم بتدفق المعلومات وإدارة الازدحام وتنظيم الإرسال المتعدد، تسمى وحدة بيانات البروتوكول في هذه الطبقة بقطعة البيانات.
توفر طبقة النقل خدمات النقل من «المضيف المصدر» إلى «المضيف الوجهة»، وتؤسس اتصالاً منطقيًا بين نقاط النهايات في الشبكة. تقوم البروتوكولات في طبقة النقل بتجزئة البيانات المرسلة من تطبيقات الطبقة العليا وإعادة تجميعها على نفس تيار البيانات الخاص بطبقة النقل.

## الوظائف والخدمات المشمولة ضمن طبقة النقل
تقوم طبقة النقل بتعريف الاتصال المباشر بين التطبيقات المضيفة، وتتضمن خدمات النقل الخدمات الأساسية التالية:

•	تجزئة بيانات تطبيق الطبقة العليا.

•	تأسيس عملي مباشر.

•	نقل المقاطع من مضيف أحد الأطراف إلى مضيف طرف آخر.

•	التحكم بالتدفق الذي توفره الإطارات المنزلقة.

•	الاعتمادية التي توفرها الأرقام التسلسلية والإقرارات.

### التحكم في التدفق
أثناء قيام طبقة النقل بإرسال مقاطع البيانات فإنها تحاول التأكد من عدم فقد البيانات.
فقد يتسبب مضيف الاستقبال الذي لا يستطيع معالجة البيانات بنفس سرعة وصولها في فقد البيانات وبالتالي يضطر مضيف الاستقبال إلى تجاهلها. يتجنب التحكم في التدفق مشكلة تجاوز مضيف الإرسال للمخازن المؤقتة في مضيف الاستقبال. يوفر TCP - بروتوكول التحكم في الإرسال - آلية للتحكم في التدفق عن طريق السماح باتصال مضيف الإرسال والاستقبال ويقوم المضيفان بعد ذلك بتأسيس معدل نقل بيانات متفق عليها من كلا الجانبين.
o	حدوث ازدحام أثناء نقل البيانات لسببين:
أولا: قد يتمكن كمبيوتر عالي السرعة من إنتاج حركة مرور بشكل أسرع من قدرة الشبكة على نقلها.
ثانيا: إذا أرادت العديد من أجهزة الكمبيوتر إرسال مخططات البيانات (datagram) إلى وجهة واحدة في نفس الوقت فقد تتعرض تلك الوجهة للازدحام على الرغم من عدم تسبب أي مصدر في المشكلة.
•	عند وصول مخططات البيانات (datagram) بسرعة تفوق قدرة المضيف على معالجتها، يتم تخزينها بشكل مؤقت في الذاكرة، إذا استمرت حركة المرور، يتم في النهاية استنفاذ ذاكرة المضيف ويجب أن يقوم المضيف بتجاهل مخططات البيانات (datagram) الإضافية التي تصل.
بدلا من السماح لفقد البيانات، يمكن الـ TCP (بروتوكول التحكم بالإرسال) مضيف البث من إصدار مؤشر «عدم الاستعداد» لجهاز الإرسال.
يعمل هذا المؤشر كعلامة توقف، حيث يقوم بإرسال إشارة لجهاز الإرسال للتوقف عن إرسال البيانات.
عندما يتمكن جهاز الاستقبال من معالجة بيانات إضافية، يقوم جهاز الاستقبال بإرسال مؤشر النقل «مستعد». عند استقبال هذا المؤشر، يمكن لجهاز الإرسال متابعة إرسال المقاطع.
عند الانتهاء من نقل البيانات يقوم مضيف الإرسال بإرسال إشارة تشير إلى نهاية الإرسال.
و يقوم مضيف الاستقبال في نهاية تسلسل البيانات بإقرار نهاية الإرسال ويتم إنهاء الاتصال

### إنشاء الإطارات
يجب تسليم حزم (packet) البيانات إلى جهاز الاستقبال بنفس الترتيب الذي تم ارسالها به للحصول على نقل بيانات يمكن الاعتماد عليه وقائم على الاتصال ويفشل البروتوكول في حالة فقد أية حزم (packet) بيانات أو تلفها أو تكرارها أو استقبالها بترتيب مختلف. هناك حل سهل لذلك وهو جعل جهاز الاستقبال يقوم بإقرار استقبال كل حزمة (packet) قبل إرسال الحزمة التالية.
إذا كان يجب على جهاز الإرسال انتظار الإقرار بعد إرسال كل حزمة، فسيكون معدل النقل منخفضاً. لذلك، تسمح معظم البروتوكولات القائمة على الاتصال والتي يمكن الاعتماد عليها بظهور أكثر من حزمة (packet) على الشبكة في المرة الواحدة. ونظراً لتوفر الوقت بعد انتهاء جهاز الإرسال من إرسال حزمة البيانات وقبل أنتهاء جهاز الإرسال من معالجة أي إقرار تم استقباله، يستخدم هذا الفاصل الزمني لإرسال مزيد من البيانات. يعرف عدد حزم (packet) البيانات المسموح لجهاز الإرسال بإرسالها دون استقبال إقرار بحجم الإطار أو الإطار.
يستخدم TCP بروتوكول التحكم في الإرسال الإقرارات التوقعية. تعني الإقرارات التوقعية أن رقم الإقرار يشير إلى الحزمة المتوقعة التالية ويشير إنشاء الإطارات إلى انه يتم التفاوض على حجم الإطار ديناميكياً أثناء جلسة TCP.
إن إنشاء الإطارات هي آلية تحكم في التدفق يتطلب إنشاء الإطارات قيام جهاز المصدر باستقبال إقرار من الوجهة بعد إرسال مقدار معين من البيانات.
تقوم عملية الاستقبال الخاصة ببروتوكول TCP بالإعلام عن إطار إلى TCP يحدد هذا الإطار عدد الحزم بدءاً من رقم الإقرار الذي تكون عملية الاستقبال الخاصة ببروتوكول TCP مستعدة حاليا لاستقباله.
باستخدام الإطار الذي يبلغ حجمه ثلاثة، يمكن لجهاز المصدر إرسال (3Bytes) إلى الوجهة ويجب أن ينتظر جهاز المصدر بعد ذلك الحصول على إقرار في حالة استقبال الوجهة للحزم الثلاثة فإنها تقوم بإرسال إقرار إلى جهاز المصدر والذي يمكنه الآن إرسال ثلاثة بايت أخرى إذا لم تستقبل الوجهة البايت الثلاثة بسبب تجاوز حجم المخازن المؤقتة، فإنها لا تقوم بإرسال إقرار.و نظراً لعدم استقبال المصر لإقرار فإنه يعرف أنه يجب إعادة إرسال البايت وانه يجب تخفيض معدل الإرسال.
كما يظهر في الشكل يقوم جهاز الإرسال بإرسال ثلاثة حزم (packet) قبل توقع استقبال إعلام (ACK)إذا كان بإمكان جهاز الاستقبال معالجة إطار يبلغ حجم حزمتين (packet) فقط، يقوم الإطار بإسقاط الحزمة الثالثة ويقرر أن الحزمة هي الحزمة التالية، كما يحدد حجم إطار يبلغ ثلاثة حزم (packet) على الرغم من ذلك. وهذا يعني أن الإرسال مايزال يتوقع استلام إقرار بثلاثة حزم (packet) من جهاز الاستقبال. ويجيب جهاز الاستقبال بطلب الحزمة (packet) الخامسة ويقوم مرة أخرى بتحديد إطار يبلغ حجمه حزمتين.

## بروتوكولات طبقة النقل

### بروتوكول التحكم بالنقل (TCP)
أن TCP - بروتوكول تحكم في الإرسال - هو بروتوكول قائم على الاتصال خاص بالطبقة الرابعة وهو يوفر إرسال بيانات يمكن الاعتماد عليه، مزدوج الاتجاه ومتزامن.
و هو بروتوكول التحكم في الإرسال جزء من مجموعة بروتوكولات TCP/IP)).
يتم إجراء اتصال بين كلا الطرفين قبل أن يبدأ نقل المعلومات.
يعد TCP مسؤولاً عن تقسيم الرسائل إلى مقاطع وإعادة تجميعها وإعادة إرسال أي شيء لم يتم استقباله وإعادة تجميع الرسائل من المقاطع ويوفر الـ TCP دائرة ظاهرية بين تطبيقات المستخدمين.
تتضمن البروتوكولات التي تستخدم TCP ما يلي:
•	FTP : بروتوكول نقل الملفات.

•	HTTP : بروتوكول نقل النص التشعّبي. 

•	SMTP : بروتوكول نقل البريد البسيط. 

•	Telnet

### بروتوكول حزم بيانات المستخدم (UDP)
•	إن بروتوكول مخطط بيانات (Datagram) المستخدم (UDP) هو بروتوكول نقل دون اتصال في مجموعة بروتوكولات TCP/IP 

•	و بروتوكول مخطط بيانات المستخدم (UDP) هو بروتوكول بسيط يقوم بتبادل مخططات البيانات (Datagram) دون إقرارات أو ضمان للتسليم.

•	يجب على بروتوكولات الطبقة الأعلى التعامل مع المعالجة الخاطئة وإعادة الإرسال.

لا يستخدم بروتوكول مخطط بيانات المستخدم (UDP) إنشاء الإقرارات أو الإطارات لذلك يتم توفير إمكانية الاعتماد على الاتصال _ في حالة الحاجة إليها _ بواسطة بروتوكولات طبقة التطبيق.
لقد تم تصميم بروتوكول مخطط بيانات المستخدم (UDP) للتطبيقات التي لا تحتاج إلى وضع تسلسلات المقاطع معا ً.
تتضمن البروتوكولات التي تستخدم UDP ما يلي:
v	TFTP : بروتوكول نقل الملفات البسيطة.

v	: SNMP بروتوكول إدارة الشبكات البسيط.

v DHCP: بروتوكول التحكم في الاستضافة الديناميكية. 

v	DNS : نظام اسم المجال.